# Boophone
Boophone là chi thực vật có hoa trong họ Amaryllidaceae.

## Các loài
- Boophone disticha (L.f.) [3] Distributed from Sudan to Nam Phi.
- Boophone haemanthoides Leight.[4] Distributed from Namibia to the Western Cape Province.

## Hình ảnh

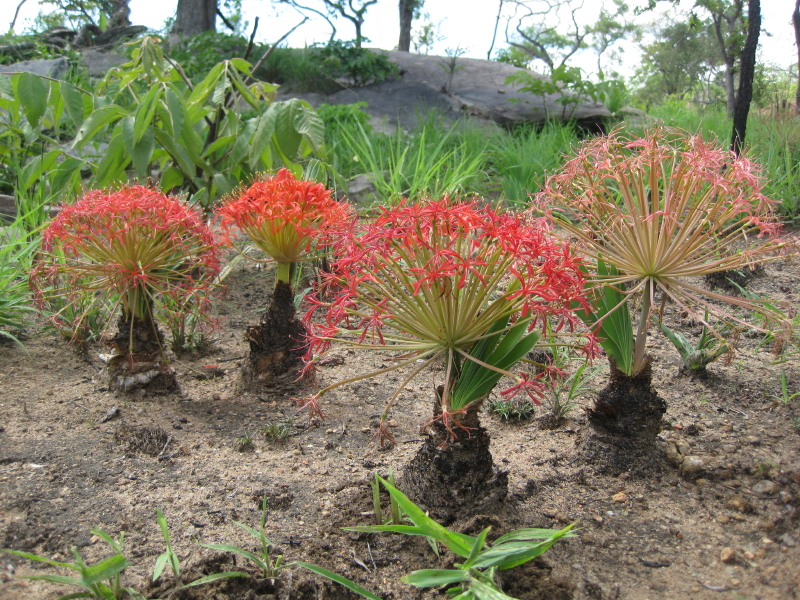
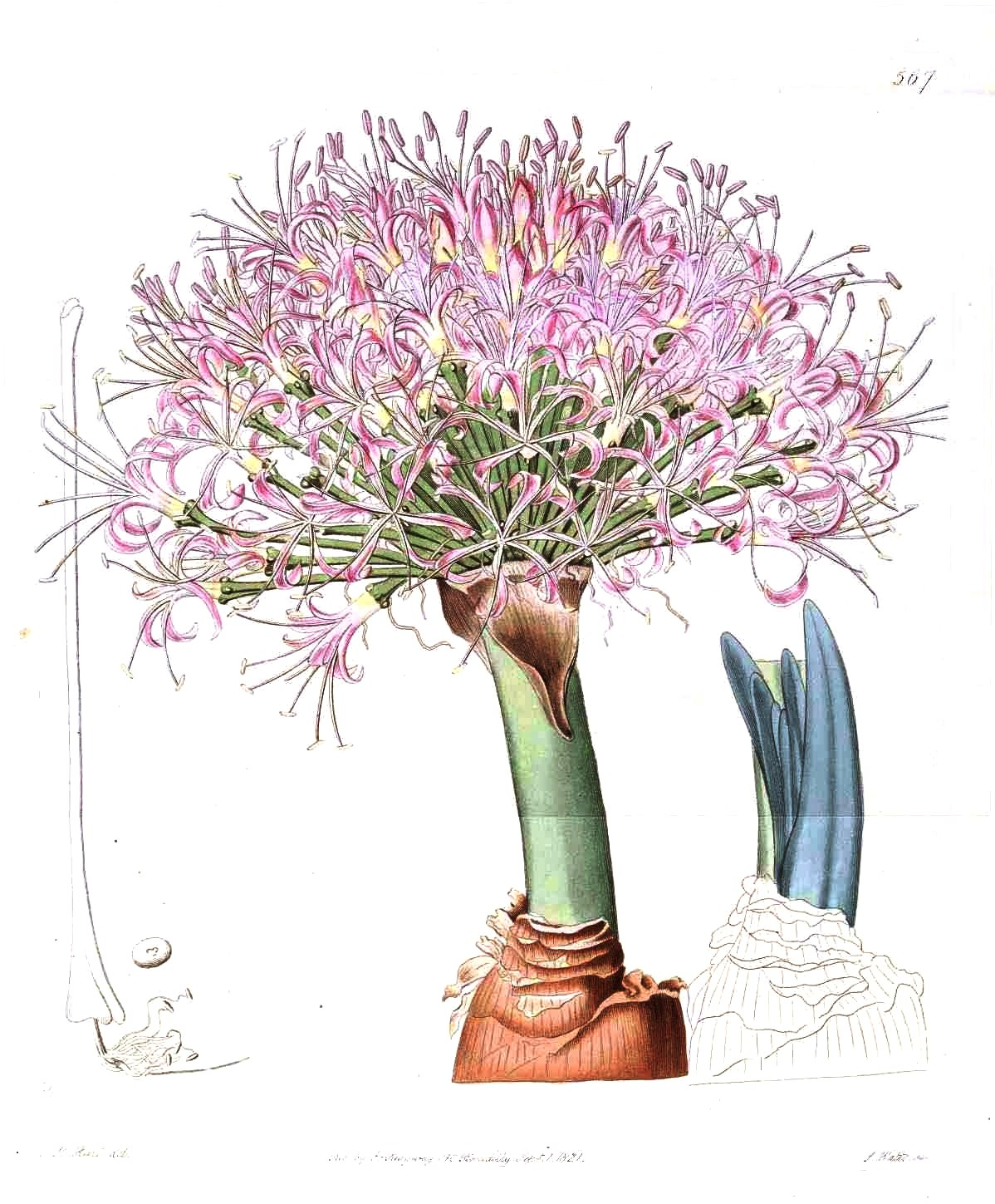
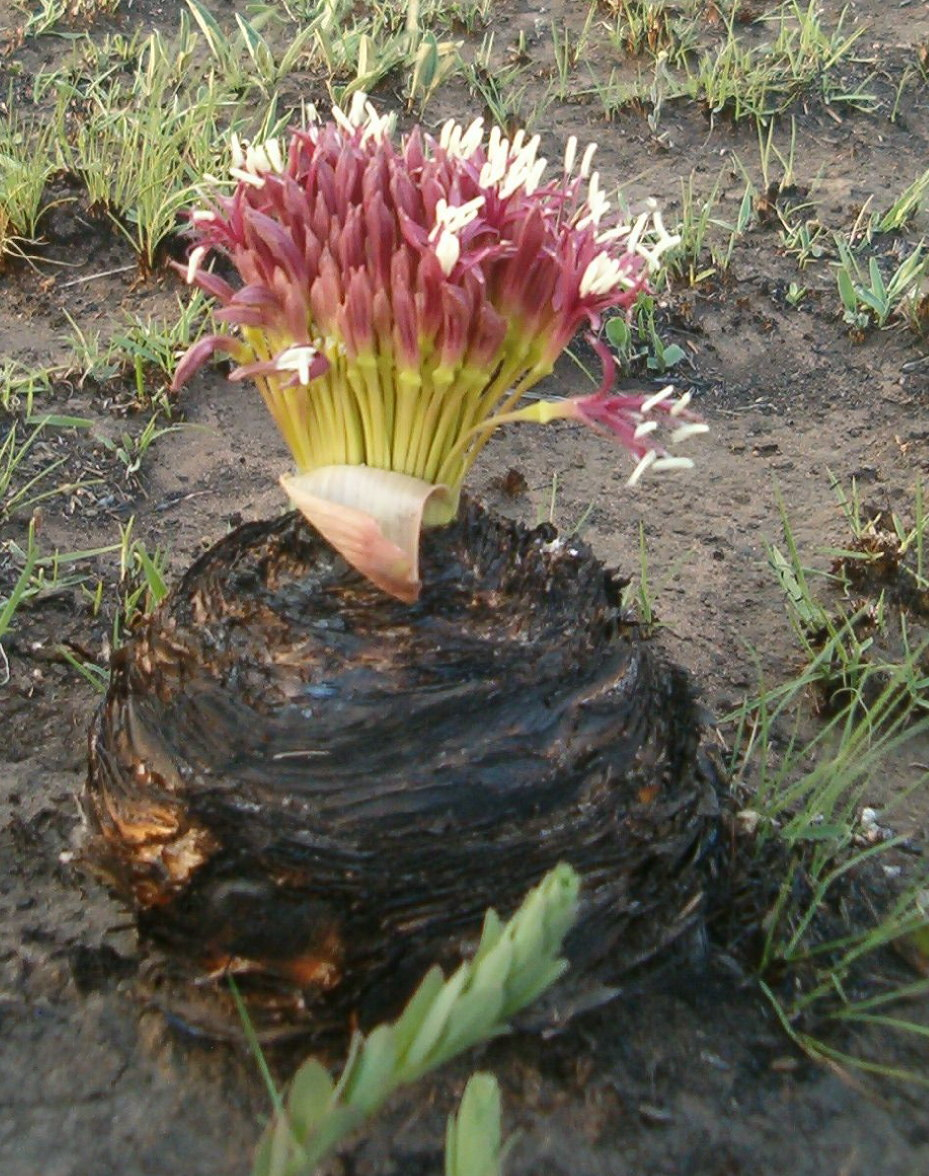
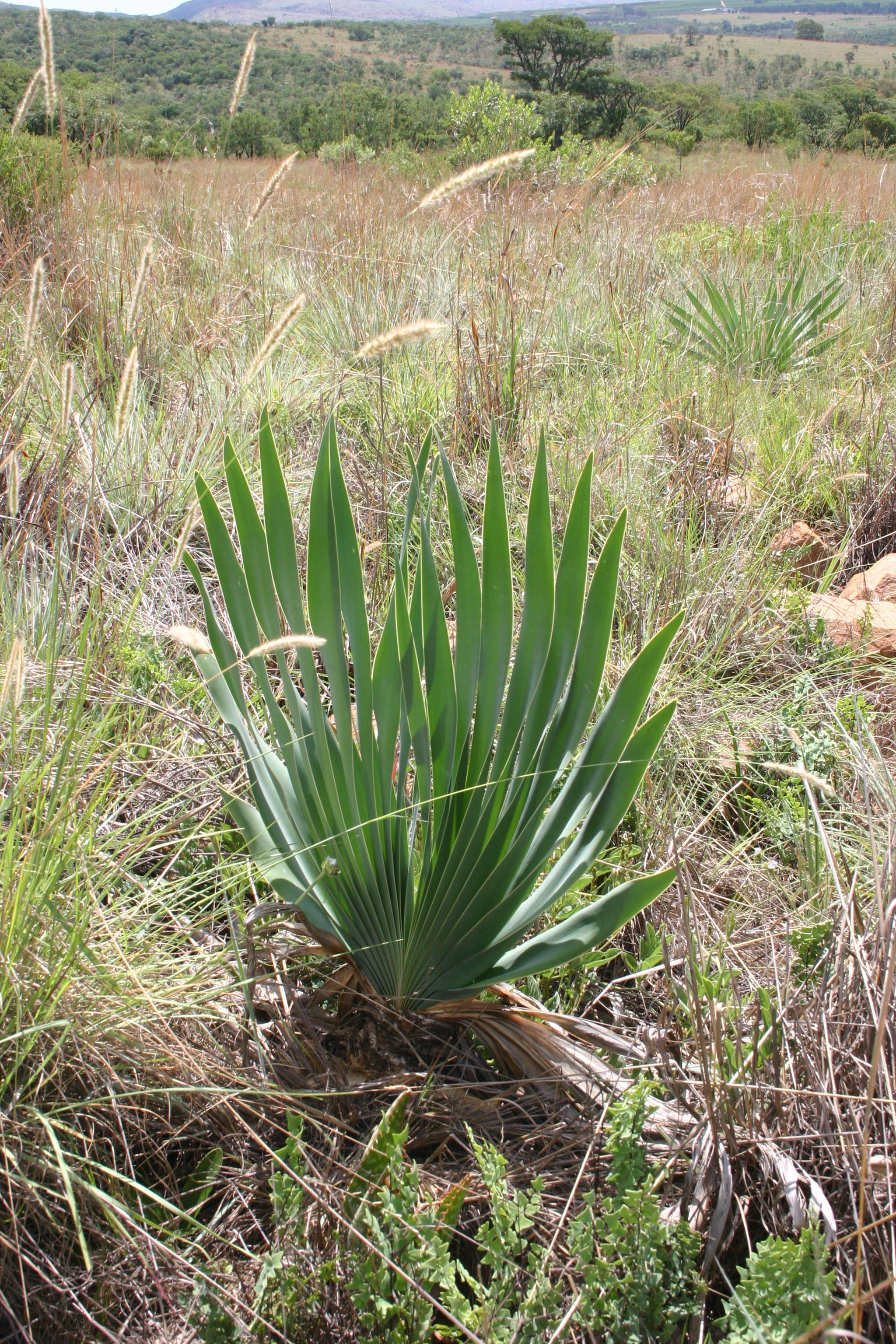
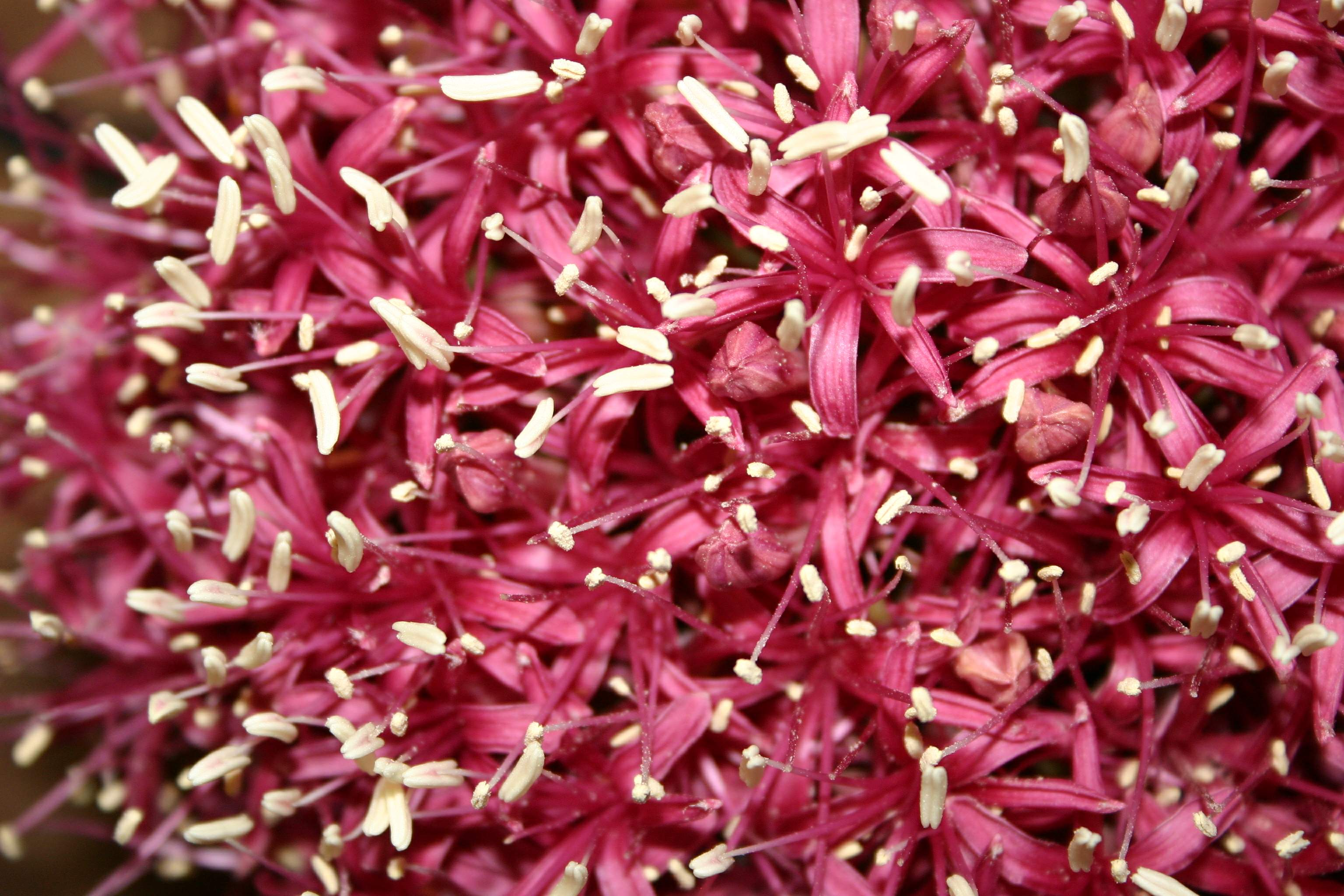